# Nítkovice
Nítkovice (en allemand : Nitkowitz, précédemment : Nietkowitz) est une commune du district de Kroměříž, dans la région de Zlín, en République tchèque. Sa population s'élevait à 232 habitants en 2025.

## Géographie
Nítkovice se trouve à 20 km au sud-ouest de Kroměříž, à 37 km à l'est de Zlín, à 41 km à l'est de Brno et à 220 km à l"est-sud-est de Prague.
La commune est limitée par Pačlavice et Morkovice-Slížany au nord, par Litenčice à l'est, par Kunkovice au sud et par Nemochovice et Švábenice à l'ouest.

## Histoire
La première mention écrite de la localité remonte à 1349.

## Patrimoine

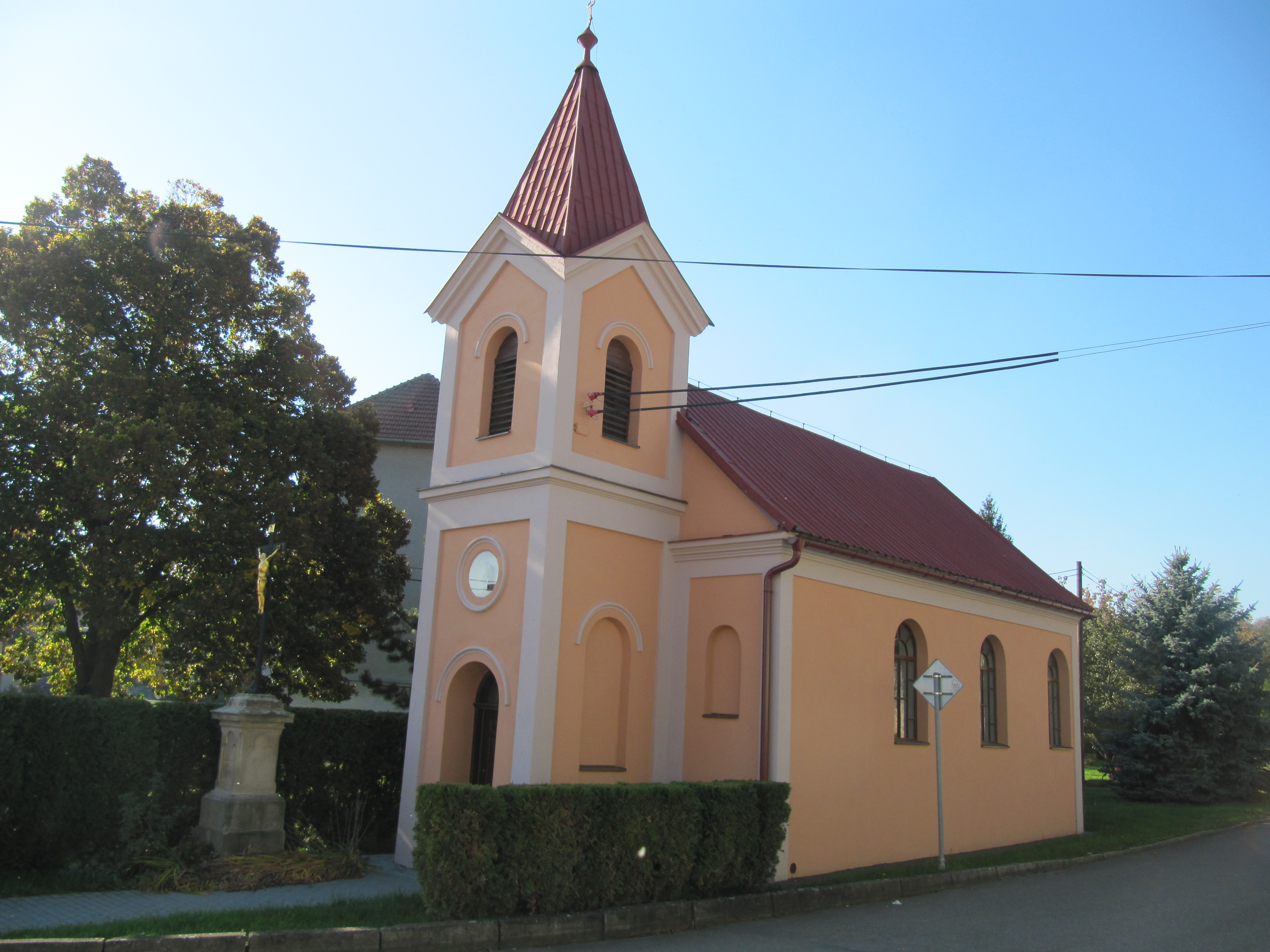
Chapelle à Nítkovice.
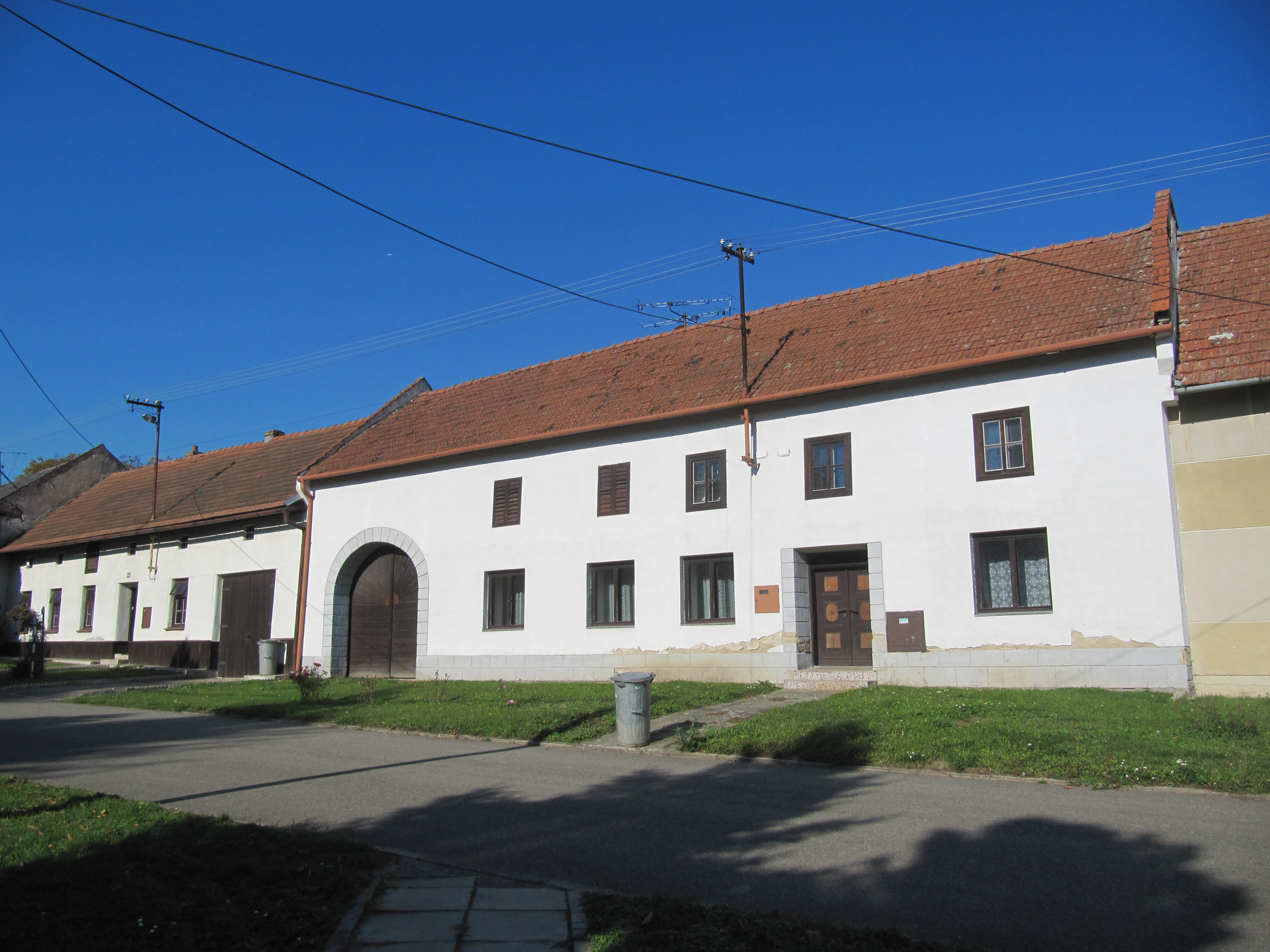
Maison classée.

## Transports
Par la route, Nítkovice se trouve à 13 km de Kroměříž, à 30 km de Zlín, à 65 km de Brno et à 271 km de Prague.